# Yttre Fjälabodliden
Yttre Fjälabodliden är ett naturreservat i Vindelns kommun i Västerbottens län.
Området är naturskyddat sedan 2016 och är 37 hektar stort. Reservatet omfattar en nordostsluttning av Yttre Fjälabodliden ner mot Yttre-Fjälabodtjärnen och består av en lövrik blandskog.